# Abdelkader Secteur
Pour les articles homonymes, voir Secteur.
Abdelkader Secteur, de son vrai nom Abdelkader Arahman Rahmoun né le 21 juillet 1965 à Ghazaouet, dans la Wilaya de Tlemcen, en Algérie, est un humoriste et acteur algérien.

## Biographie
Après avoir vécu de « petits boulots », il a en 1998 un « déclic » en amusant les convives lors d'un mariage auquel il était invité. Il entame alors une carrière d'animateur de fêtes. Il donne d'abord des spectacles destinés au public de la région de Ghazaouet, en dialecte local. Progressivement, il adapte ses textes et son humour, utilisant un arabe dialectal compris hors de sa région afin de toucher le reste du public algérien. 
Ce n'est cependant qu'à quarante ans passés qu'il accède à une plus grande notoriété : une vidéo sur YouTube lui permet en effet d'être découvert par Jamel Debbouze qui l'invite à venir en France et à participer au Jamel Comedy Club. Il donne des représentations de son spectacle en arabe au Comedy Club ouvert à Paris par Jamel, et participe au festival Marrakech du rire. Abdelkader Secteur se produit ensuite sur scène en France, en Algérie, au Maroc et en Belgique, dans des one-man-shows destinés à un public arabophone,.

## Filmographie
- 2010 : Hors-la-loi de Rachid Bouchareb
- 2013 : Né quelque part de Mohamed Hamidi
- 2015 : Tayeb et Abdelakader Secteur (série)[4]